# Haplothrix paramicator
Haplothrix paramicator là một loài bọ cánh cứng trong họ Cerambycidae.